# Expulsion en droit
Pour les articles homonymes, voir Expulsion.
En termes juridiques, l'expulsion signifie soit l'obligation pour un étranger de quitter le territoire, soit l'obligation pour une personne de quitter un immeuble.
L'expulsion d'un étranger peut être mise en œuvre de différentes façons, selon la forme juridique qu'elle prend (par charter, interdiction de séjour, obligation de quitter le territoire, etc.).

## Par pays

### États-Unis
Un arrêt du 31 mars 2010 (Padilla c. Kentucky) de la Cour suprême oblige les avocats à avertir leur client étranger de la probabilité d'une expulsion en cas de plaider-coupable. Écrivant pour la majorité, le juge Stevens a en effet considéré que l'expulsion (deportation) constituait « une part intégrante - parfois la part la plus importante - de la condamnation qui peut être imposée à des non-citoyens plaidant coupable de certains crimes » . En d'autres termes, l'expulsion est considérée comme une peine.

### France

#### Procédure civile
En procédure civile française, les mesures d'expulsion sont des voies d'exécution forcée qui permettent au propriétaire d'obtenir la restitution d'un bien immeuble occupé sans titre ou par un locataire. Cette voie d'exécution concerne uniquement les personnes occupantes de l'immeuble, et se distingue de la saisie immobilière qui permet d'appréhender un immeuble dont le débiteur est propriétaire. Toutefois, une saisie immobilière peut être suivie d'une mesure d'expulsion de ses occupants.
Dans le cas d'une expulsion d'un locataire, celle-ci ne peut être effectuée que par un huissier de justice en vertu d'une décision de justice. 
Les cas les plus fréquents d'expulsion sont : 
- le non-paiement de loyers ;
- le non-respect d'un congé donné ;
- l'occupation sans droit ni titre d'un logement (par exemple un squat) ;
- la non-présentation d'un certificat d'assurance.

Il existe d'autres cas plus rares, à la suite d'une expropriation par exemple, si le propriétaire indemnisé refuse de quitter les lieux.
La procédure après obtention d'un jugement nécessite un commandement de quitter les lieux par huissier de justice, ouvrant un délai de deux mois à l'occupant. 
À l'issue de ce délai de deux mois, l'huissier de justice peut procéder à une tentative d'expulsion, seul, sauf durant la période hivernale à savoir du 1er novembre au 31 mars de l'année suivante selon l'article L412-6 du Code des procédures civiles d'exécution.
Si l'occupant ne quitte pas les lieux lors de cette tentative d'expulsion, l'huissier de justice saisit les services de la préfecture du département afin de se voir autorisé le concours de la force publique. 
Ce n'est qu'avec l'accord du préfet que l'huissier de justice pourra procéder à l'expulsion de l'occupant. 
Si le concours de la force publique n'est pas accordée, l'huissier de justice peut demander à l'État de prendre à sa charge les loyers, en dédommagement, c'est la procédure de prise à partie.
Lorsque l'expulsion proprement dite est réalisée, si l'occupant n'emporte pas ses meubles, l'huissier de justice peut soit les déménager soit les séquestrer sur place, dans l'attente d'une décision du juge de l'exécution statuant sur le sort des meubles.

#### Droit des étrangers
On distingue différentes mesures d'éloignement des étrangers en droit français, par exemple :
- l'extradition, quand un prévenu ou condamné par un pays tiers est réclamé par celui-ci ;
- l'expulsion, qui vise un étranger en situation régulière mais coupable d'attenter gravement à l'ordre public ;
- l'obligation de quitter le territoire français d'un étranger en situation irrégulière.

Vingt-sept mille expulsions (l’objectif pour 2009) coûtent cinq cents millions d'euros soit 18 500 € par expulsion.

### Suisse
En Suisse, la Constitution fédérale prévoit que :
- « Les Suisses et les Suissesses ne peuvent être expulsés du pays ; ils ne peuvent être remis à une autorité étrangère que s’ils y consentent » ;
- « Les réfugiés ne peuvent être refoulés sur le territoire d’un État dans lequel ils sont persécutés ni remis aux autorités d’un tel État » ;
- « Nul ne peut être refoulé sur le territoire d’un État dans lequel il risque la torture ou tout autre traitement ou peine cruels et inhumains ».

#### Expulsion de son logement
En Suisse, le contrat de bail est libéral et suppose un accord commun des parties. Le contrat peut être résilié librement pour autant qu'il respecte la loi et ne soit pas contraire à la bonne foi.
L'expulsion de son logement est encadrée par le droit fédéral suisse mais laisse aux Cantons le choix d'instaurer l'autorité judiciaire chargée d'appliquer le droit. Ainsi, selon les Cantons, les expulsions sont du ressort de la juridiction civile ou parfois administrative. Par ailleurs, la pratique de l’exécution en tant que telle varie d'un Canton à l'autre.
Conditions préalables à l'expulsion (résiliation du bail)
D'une manière générale, le non-respect d'une condition contractuelle établie dans le bail (art. 257f CO), tel que le non paiement d'une seule échéance de loyer (art. 257d CO), le mésusage du bien, des dégâts (art. 266g CO) ou un comportement inadaptés  peuvent justifier d'une résiliation du bail. Le bail peut aussi être résilié parce que le propriétaire souhaite reprendre l'usage de son bien ou parce que celui-ci est vendu (art. 261 CO). Le motif n'a pas besoin d'être communiqué, sauf demande du locataire (art. 271 al. 2 CO)
A défaut de règle contractuelle, le congé doit être donné selon l’usage local ou, à défaut, pour la fin d’un trimestre de bail (art. 266b et 266d CO). Si le contrat ne mentionne pas de délai de résiliation, celui-ci est de trois mois pour les baux d’habitation (art. 266b CO). Si le congé n’est pas donné pour la bonne date, il reste valable mais son effet est reporté au prochain terme pertinent (art. 266a al. 2 CO). Si une partie conteste le congé, elle doit saisir l'autorité de conciliation dans les trente jours (273 al. 1 CO).
La nullité du congé ou son annulation n'est qu’exceptionnellement constatée, elle repose sur les cas suivants :
1. Absence de formule officielle ;
2. Notification à un seul des époux ou partenaires ;
3. Absence de notification par plis séparés ;
4. Congés représailles ;
5. Locataire qui fait valoir de bonne foi des prétentions découlant du bail ;
6. Dans le but d’imposer une modification unilatérale défavorable au locataire ou une adaptation de loyer ;
7. Seulement dans le but d’amener le locataire à acheter l’appartement loué.
8. En raison de changement de la situation familiale du locataire sans qu’il en résulte des inconvénients majeurs pour le bailleur.

 Restitution 
Fondamentalement, le locataire doit rendre le bien pour la fin du bail dans l'état conforme au contrat (257a al. 1 CO,) et nettoyé. Avant toute restitution, le locataire doit, si le bailleur le désire, laisser ce dernier visiter les locaux (art. 257h CO). La jurisprudence fédérale constate également qu'un logement non vidé ne peut pas être considéré comme rendu. Si le logement n'est pas rendu, le locataire est automatiquement en demeure et peut être amené à indemniser le propriétaire, l'indemnisation est calculée en général sur le loyer qui aurait dû être perçu sans que le propriétaire n'ait à prouver qu'il avait déjà réattribué le logement.
 Procédure d'expulsion 
Néanmoins, bien que le terme du bail soit atteint, le bailleur ne peut pas expulser par la force les locataires. Il doit actionner la justice. Il ne peut pas non plus couper l'eau ou l'électricité ou toute autre mesure considérée comme une contrainte.
La menace d'expulsion doit parvenir par écrit aux locataires. Si le courrier n'est pas retiré, il doit être remis par huissier ou par la police, à défaut publié dans la feuille officielle. Il est important de noter que les sous-locataires ne sont pas spécifiquement protégés, n'étant pas considéré comme locataire.
Le bailleur, en présence de locataires qui menacent de s'en prendre à son bien, peut demander à l'autorité judiciaire une expulsion provisionnelle, soit avant l'échéance du bail.
Dès le terme du bail, en l'absence de restitution, le bailleur peut saisir le tribunal pour demander l'expulsion. En cas de cas clair (art. 257 CPC), aucune conciliation n'est nécessaire (art. 198 let. a CPC). Le tribunal se contente de constater la conformité de la résiliation puis rend une décision qui a valeur de chose jugée. Dans le cas délicats sur le plan juridique, la procédure ordinaire (art. 219 ss CPC) ou simplifiées sont à utiliser (art. 243 ss CPC).
D'une manière générale, un cas  clair est établi s'il les faits allégués sont prouvés strictement ou non contestés. Par exemple, si locataire n’a pas payé le loyer, qu’il a été mis en demeure de s’acquitter de l’arriéré, que cela n'a pas été le cas à la date indiquée, que le bail a été résilié pour la fin d’un mois avec un délai de trente jours et que tous les moyens de preuve sont présents, il s'agit d'un cas clair. Le simple fait de payer le loyer, mais au delà de la date de mise en demeure indiquée, n'est pas susceptible de rendre peu clair le cas.
La décision est communiquée par orale à l'audience ou remise par voie postale. (art. 239 al. 1 let. a et b CPC). Un délai peut être donné par le tribunal. À l'échéance du délai, par simple lettre au greffe, le bailleur peut demander l'exécution de la mesure notamment avec l'aide de la police si la mesure a été demandée dans la requête jugée (art. 343 al. 1 let. d et al. 3 CPC). Seul le droit genevois prévoit un délai pour motif humanitaire, ledit délai cela dit doit être bref.
 Expulsion 
Ensuite, l'expulsion par la police peut être effectuée. Les frais relatifs aux dégâts et à l'évacuation du bien sont à la charge du locataire mais doivent être avancé par le bailleur (art. 98 CPC). Les biens évacués restent propriétés du locataire, jusqu'à l'expiration d'un délai raisonnable (en général 30 jours (art. 729 CC)). En pratique, la gestion de ces biens différent fortement selon les Cantons, à Neuchâtel ils sont placés en garde-meuble alors que dans le Canton de Vaud ils sont laissés sur la voie publique. Au delà du délai raisonnable indiqué ci-dessus, les biens sont parfois cédés au bailleur (comme à Neuchâtel) ou vendu aux enchères (comme à Genève), le solde de vente revenant au locataire.